# Fernando Noronha
Fernando Nickhorn Noronha é um guitarrista e compositor brasileiro de Texas blues, e mais conhecido por seu trabalho à frente da banda Fernando Noronha & Black Soul.
Fernando toca profissionalmente desde 1995 e, durante sua carreira, teve a oportunidade de tocar, abrir shows e/ou gravar com muitos artistas, como BB King, Buddy Guy, Ron Levy, Jeff Healey, Phil Guy, Coco Montoya, Holland K Smith, Chuck Berry, entre outros. É famoso por "incorporar" o estilo texano não só na maneira de tocar como também nas roupas que veste em suas apresentações.

## Prêmio Açorianos
| Ano  | Categoria             | Indicação                                                     | Resultado |
| ---- | --------------------- | ------------------------------------------------------------- | --------- |
| 2000 | Disco de Blues        | Blues From Hell                                               | Venceu    |
| 2011 | DVD do Ano            | Bootleg European Tour 2008 (de Fernando Noronha & Black Soul) | Indicado  |
| 2014 | Instrumentista de Pop | Fernando Noronha                                              | Venceu    |